# Veicolo d'epoca

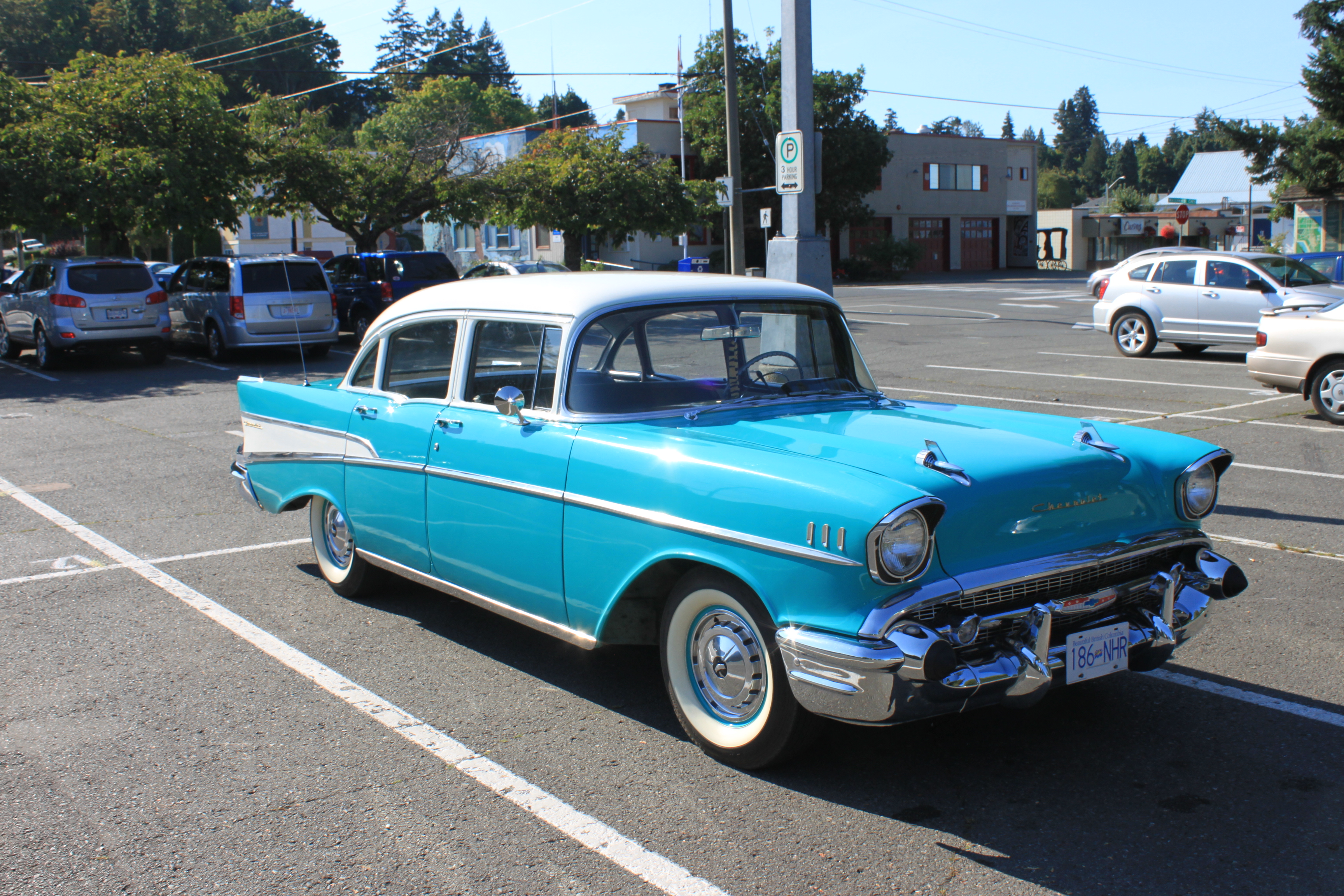
Chevrolet Bel Air, 1957, una classic americana, in Italia considerata auto d'epoca

Nel linguaggio corrente il termine veicolo d'epoca indica un veicolo che, essendo di vecchia generazione (due o più spesso alcuni decenni), ha raggiunto un determinato valore collezionistico.
Dal punto di vista del riconoscimento ufficiale ed ai fini assicurativi, la definizione comune non coincide con quella ufficiale; quella data in Italia e quindi attribuita al termine nella lingua italiana prevede ad esempio un'età minima di trent' anni affinché si possa parlare di  auto d'epoca. I regolamenti cambiano da paese a paese.
Si riscontrano in alcuni paesi il termine inventato di oldtimer o simili; tali termini, coniati sull'inglese, non corrispondono affatto all'uso corrente dei vari paesi anglofoni.
Talvolta è inoltre possibile osservare come all'interno di un determinato paese si usino differenti termini per indicare in maniera specifica modelli di vario grado di anzianità, oppure si distingue il valore puramente collezionistico da quello storico.

## Veicoli d'epoca a livello internazionale
Collezionisti di tutto il mondo si ritrovano spesso in occasione di incontri internazionali. I vari appassionati di diversi paesi fanno spesso capo a club di ambito locale o nazionale, il cui coordinamento è spesso curato dalla FIVA (Féderation Internationale des Véhicules Anciens), un organo internazionale che riconosce i vari club e che rilascia una carta d'identità internazionale ai singoli veicoli, classificandoli in base al loro stato, al loro valore di eredità culturale ed alla loro anzianità.

## Veicoli d'epoca in Italia
Come accennato, un veicolo d'epoca in Italia è formalmente definito come un veicolo che abbia superato il 30º anno di vita e sia appositamente registrato come tale. Tali veicoli non sono più considerati come idonei alla circolazione su strada, ma possono partecipare alle manifestazioni a loro dedicate, utilizzando una targa provvisoria o quella originale, se ne sono provvisti.
Venendo cancellati dal Pubblico registro automobilistico, non sono più tenuti al pagamento di un'eventuale tassa di possesso ("bollo"), bensì una tassa di circolazione paragonabile a quella prevista per i ciclomotori.
Questa definizione non va confusa con quella di veicolo d'interesse storico o collezionistico, a cui fanno capo tutti i veicoli così arbitrariamente riconosciuti da almeno uno dei cinque club privati designati dalla legge.
Questa classificazione, spesso ottenibile a partire da 20 anni, non implica intrinsecamente restrizioni all'utilizzo del veicolo, offrendo invece agevolazioni sul bollo; possono essere inoltre previste esenzioni dalle restrizioni locali e formule assicurative specifiche.
Per il conteggio degli anni di vita dell'autovettura fa fede l'anno di costruzione e non quello di immatricolazione.
Per il codice della strada sono considerati veicoli atipici.
I mezzi d'epoca a seconda del loro periodo costruttivo, possono essere classificati in vari modi:
- Antique: veicoli costruiti prima del 1904
- Veteran: veicoli costruiti dal 1905 al 1918
- Vintage: veicoli costruiti dal 1919 al 1930
- Post vintage: veicoli costruiti dal 1931 al 1945
- Classic: veicoli costruiti dal 1946 al 1971
- Post classic: Veicoli di particolare interesse storico costruiti da almeno 20 anni
- Instant classic: Veicoli recenti o recentissimi dalle particolari caratteristiche, considerabili come pezzi da collezione

## Veicoli d'epoca in alcuni paesi
Il concetto di auto d'epoca ha, come detto, una valenza locale: in altri paesi esistono diverse classificazioni per catalogare e definire le "auto antiche" o "auto storiche", ad esempio negli Stati Uniti d'America, il tipo di regolamentazione e categorizzazione è completamente diverso, in quel caso si ha:
- Vintage car (dal 1910 al 1930)
- Pre-war, war era, post-war, a seconda che le vetture siano state costruite prima, durante o dopo la seconda guerra mondiale
- Classic (dal 1950 al 1970)

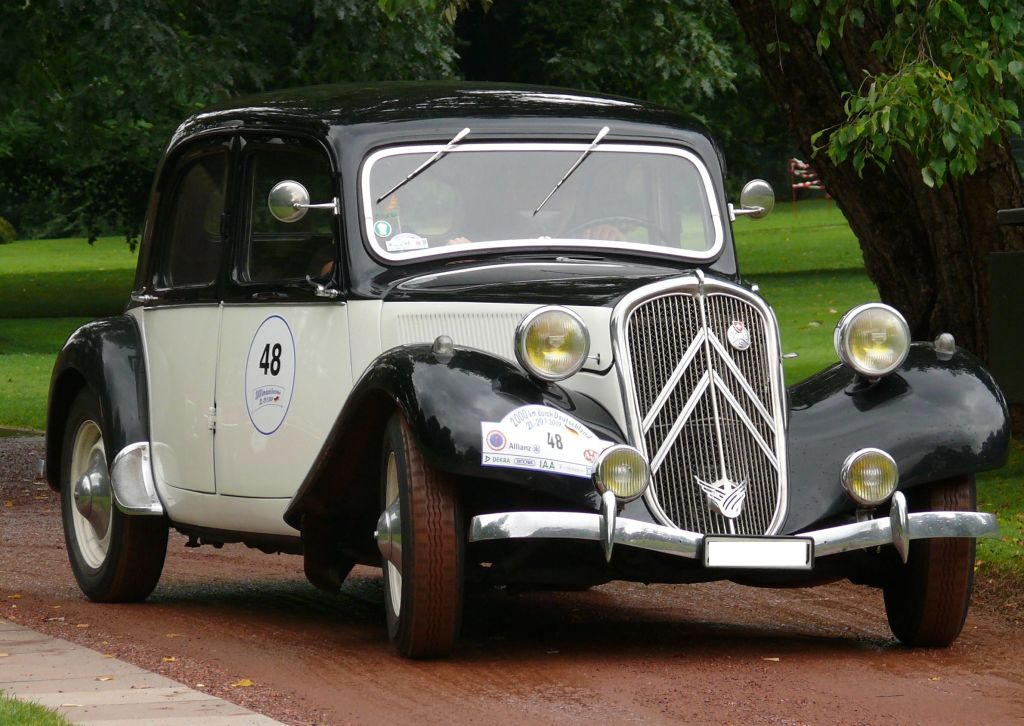
Una Citroën Traction Avant 1934-1957

Per quanto riguarda alcuni altri paesi, valgono i seguenti parametri: 
- In Svizzera il regolamento varia da cantone a cantone. Lo stesso termine italiano  auto d'epoca viene utilizzato anche nel canton Ticino in base ai parametri locali.[10]
- In Germania, dal 2007 è stato introdotto un nuovo regolamento statale[11] Esso prescrive un'immatricolazione avvenuta da almeno trent'anni e un ottimo stato di conservazione.
- In Austria, al contrario, è decisivo l'anno di costruzione insieme ad uno stato di conservazione accettabile [12]
- 30 anni di età, in base ai regolamenti della FIVA, sono previsti in genere in Francia.
- Nel Regno Unito come negli Stati Uniti la certificazione dei veicoli è basata su vari termini in base al grado di anzianità.
- Nei Paesi Bassi, dal 1976 la federazione locale ha basato i parametri su un minimo di 25 anni dall'anno di costruzione.[13]